# Herpetocypris testudinaria
Herpetocypris testudinaria är en kräftdjursart som beskrevs av Joseph Augustine Cushman 1908. Herpetocypris testudinaria ingår i släktet Herpetocypris och familjen Cyprididae. Inga underarter finns listade i Catalogue of Life.